# Naïf. Super.

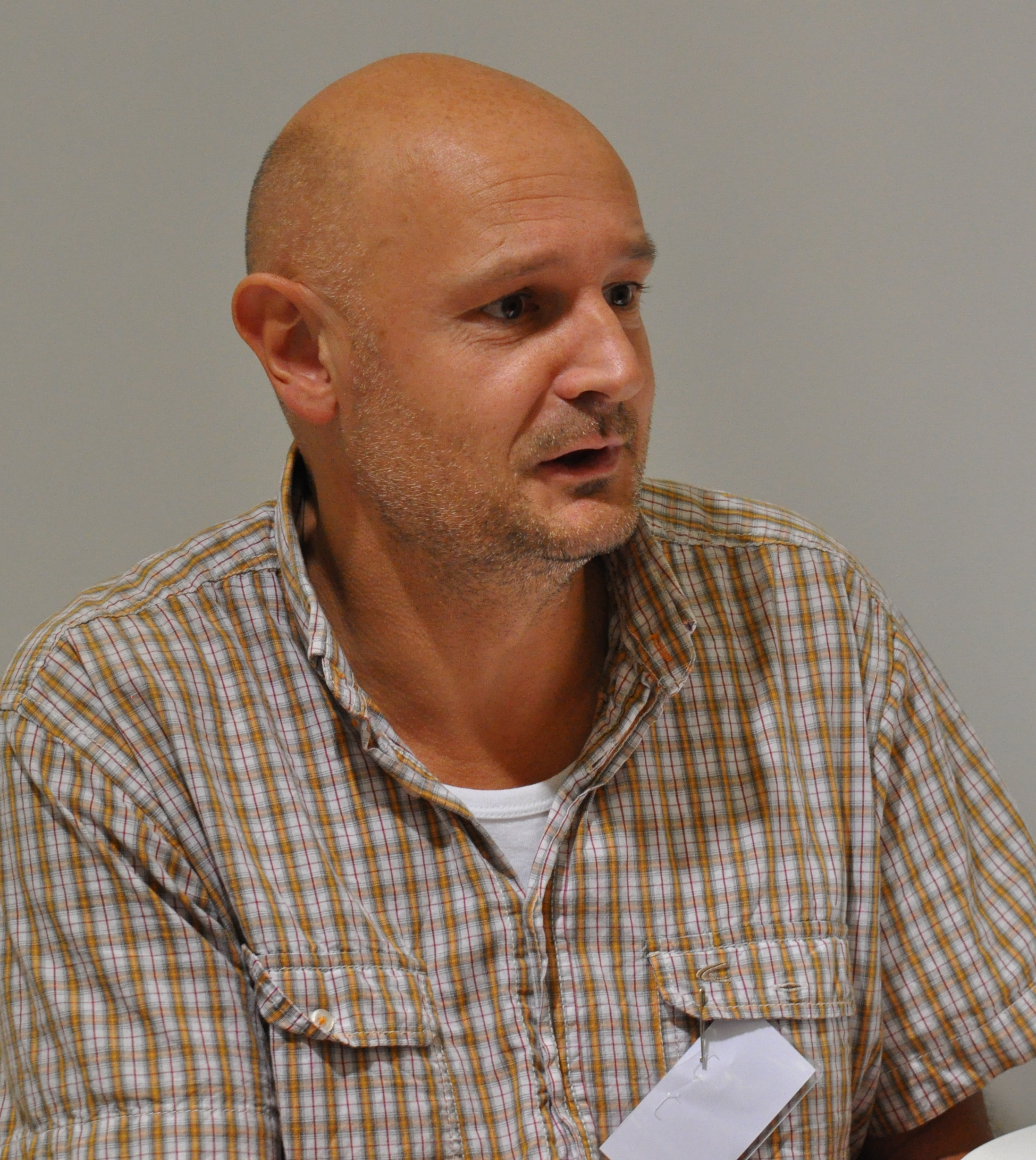
Erlend Loe en 2011 à un salon du livre de Turku.

Naïf.Super. (titre original : Naiv.Super.) est un roman de l'écrivain norvégien Erlend Loe, paru en 1996. Il figure sur la liste établie par le quotidien Dagbladet des vingt-cinq meilleurs romans de la période 1981-2006[réf. nécessaire]. Publié dans une vingtaine de langues, il a été édité en France par les Éditions Gaïa dans une traduction de Jean-Baptiste Coursaud.

## Trame narrative
Le narrateur, 25 ans environs, perd soudainement ses illusions et, déçu par la vie, quitte l'université. Fasciné par les théories scientifiques sur le temps et la relativité (à la suite de la lecture d'un ouvrage de Paul Davies), il joue avec des jeux en bois Brio ou renvoie inlassablement une balle contre un mur.
À la fin, après une visite chez son frère à New York, il retrouve un sens à la vie.

## Analyse
Si tout au long du roman le narrateur ne dit pas son nom, Erlend Loe utilise le sien à la fin du texte, ce qui soulève quelques questions.

## Critiques
Le journaliste Julien Bisson, de L'Express, dit du roman que c'est l'histoire d'« un jeune paumé [qui] s'interroge sur le sens de sa vie. Drôle. »

## Prix
- 2006 Prix européen des Jeunes Lecteurs[3]

## Source de la traduction
- (en) Cet article est partiellement ou en totalité issu de l’article de Wikipédia en anglais intitulé « Naïve. Super » (voir la liste des auteurs).